# Callidium leechi
Callidium leechi là một loài bọ cánh cứng trong họ Cerambycidae.